# Anton Anderledy
Anton Maria Anderledy (3 de junio de 1819-18 de enero de 1892) fue el vigésimo tercer prepósito general de la Compañía de Jesús.

## Biografía

### Formación
Era hijo de un administrador de correos. Realizó sus estudios secundarios en el colegio jesuita de Brigue y entró en la Compañía en 1838. Después de terminar sus estudios enseñó latín durante dos años en Friburgo antes de comenzar estudios de filosofía y teología en Roma en 1844, estudios que por razones de salud debió continuar en Friburgo. Los jesuitas fueron expulsados de Suiza en 1847, por lo que marchó a Chambéry. El año siguiente se produjo la Revolución Francesa de 1848 y sufrió un nuevo exilio, marchando con cincuenta jesuitas a Estados Unidos. Terminó sus estudios de teología en la universidad jesuita de San Luis y fue ordenado sacerdote el 29 de septiembre de 1848.
Estuvo a cargo de los emigrados europeos de Green Bay y en 1850 regresó a Europa para terminar sus estudios en la Abadía de Tronchiennes cerca de Gante. Recorrió Alemania en misiones populares acompañado por el jesuita Pierre Roh, pero tuvo que guardar reposo por razones de salud. Hizo su profesión religiosa definitiva en Colonia en 1855 y fue rector del teologado de la ciudad entre 1853 y 1859.

### Provincial de Alemania
En 1859 fue nombrado provincial de los jesuitas de Alemania. En 1863 fundó una casa de formación filosófica y teologíca, el Collegium Maximum en la antigua Abadía de Santa Maria Laach, cerca de Bonn y fundó dos revistas que pronto adquirieron prestigio internacional: Collectio Lacensis y Stimmen aus Maria Laach. Fue profesor de teología moral entre 1866 y 1879 y rector desde 1869. En 1870 recibió la llamada desde Roma del superior general Peter Jan Beckx quien lo nombró su asistente para las provincias germanófonas.

### Superior general
En 1883 el padre Beckx convocó en Fiésole la vigésimo tercera Congregación General para la elección de un vicario sucesor. Anderledy fue elegido "vicario general de la Compañía con derecho de sucesión". Desde 1884 relevó al padre Beckx que, ya anciano, se retiró de la vida activa. A la muerte de Beckx el 4 de marzo de 1887 lo sucedió automáticamente.
Su generalato coincidió con un periodo difícil para la Compañía: los jesuitas fueron expulsados de diferentes países europeos por los gobiernos anticlericales y se suprimieron sus colegios en Francia y en Italia. Incluso la casa generalicia debió trasladarse de Roma a Fiésole.
Apoyó al Papa León XIII en su condena de la francmasonería en la encíclica Humanum Genus. El Papa confirmó los privilegios de la Compañía en su breve apostólico Dolemus inter  de 1886.
Envió a jesuitas exiliados de Francia e Italia a las misiones: la de Canadá se hizo autónoma y se crearon nuevas: Moldavia (1885), Puna, en la India británica (1886) o Al Minya en Egipto (1887).
Contribuyó a la promoción de la formación científica de los jóvenes jesuitas y de la actividad científica y literaria de los mayores. Se crearon nuevos establecimientos y universidades: Los Gatos, en California, Kurseong, en India, Tananarive, en Madagascar.
Durante su breve generalato de seis años el número de jesuitas aumentó de 11.840 a 13.275.
En 1892, pocas horas antes de su muerte, nombró vicario general a Luis Martín con el encargo de organizar la vigésimo cuarta Congregación General. Falleció el 18 de enero en Fiésole, donde fue enterrado.